# Между отчаянием и надеждой
«Между отчаянием и надеждой» (англ. Fine Line) — документальный фильм режиссёра Анны Барсуковой. Фильм снят в посёлке Синегорье (Магаданская область).
Логлайн:
Процветающий посёлок Синегорье пришёл в упадок после распада СССР. Однако спустя 22 года отчаявшиеся местные жители вновь обретают надежду на светлое будущее и возрождение посёлка.
Синопсис:
Приехав из большого города в отдалённую глубинку Крайнего Севера, Оксана устраивается на работу в «Дом престарелых». Постепенно она знакомится с местными жителями и узнаёт о непростой судьбе некогда процветавшего посёлка Синегорье Магаданской области. Коренной житель Руслан приглашает Оксану посетить заброшенный дом своего детства, аэропорт и другие разрушенные здания, чтобы показать ей к чему привели события 30-летней давности. Увиденное повергает героев фильма в шок и полное отчаяние. Но, спустя некоторое время ситуация в посёлке начинает меняться к лучшему…

## Герои фильма
В документальном фильме «Между отчаянием и надеждой» показаны два героя, две судьбы, две параллельные сюжетные линии, плотно переплетающиеся друг с другом. Оксана и Руслан — соседи.

Оксана — специалист по социальной работе в местном Доме инвалидов. Стремление приносить пользу обществу побудило эту молодую женщину добровольно переехать из большого города в полузаброшенный малолюдный посёлок Синегорье Магаданской области, расположенный на берегу реки Колыма и окружённый со всех сторон синими высокими горами. Благодаря своей коммуникабельности, Оксана легко вливается в дружный коллектив и находит контакт с постояльцами заведения. В условиях вечной мерзлоты Крайнего Севера, Дом инвалидов становится тёплым и комфортным «оазисом» для людей преклонного возраста.
Вместе со своими коллегами Оксана ежедневно оказывает помощь подопечным, нуждающимся в постоянной заботе, в том числе, ухаживает за мамой своего соседа Руслана до её последних дней. Через труд социального работника раскрывается сила характера Оксаны, умение сострадать и сопереживать. В фильме прослеживается мысль, что заболеть может каждый, не зависимо от пола, национальности, рода деятельности и социального статуса. Отражение внутреннего эмоционального состояния героини способно «сломать» равнодушие к описанным выше проблемам (старость, инвалидность) и вызвать у зрителя стремление стать не просто сочувствующим, но и отзывчивым, участливым, способным найти в себе силы, чтобы помочь нуждающимся.
Руслан — коренной житель посёлка Синегорье — очевидец событий, на глазах которого в 90-е годы разворачивалась историческая драма, приведшая Синегорье (как и множество других посёлков Дальневосточного округа) к потере былого величия.
Руслан — достойный человек, который искренне любит свою малую родину, с неприкрытым сожалением рассказывает о своём счастливом детстве и процветающем когда-то посёлке.
Герой испытывает противоречивые чувства на протяжении всего фильма. Иногда кажется, что Руслан безвольно смиряется с удручающей действительностью, поскольку не видит никаких перспектив. Однако, ближе к финалу фильма его первоначальные умозаключения претерпевают изменения. Чтобы узнать, что же случилось дальше, нужно посмотреть фильм.
Судьба героя Руслана может послужить наглядным примером для зрителей, разъяснив им, что даже в самых отчаянных жизненных ситуациях в сердце человека должно оставаться место для надежды.

## Проблематика

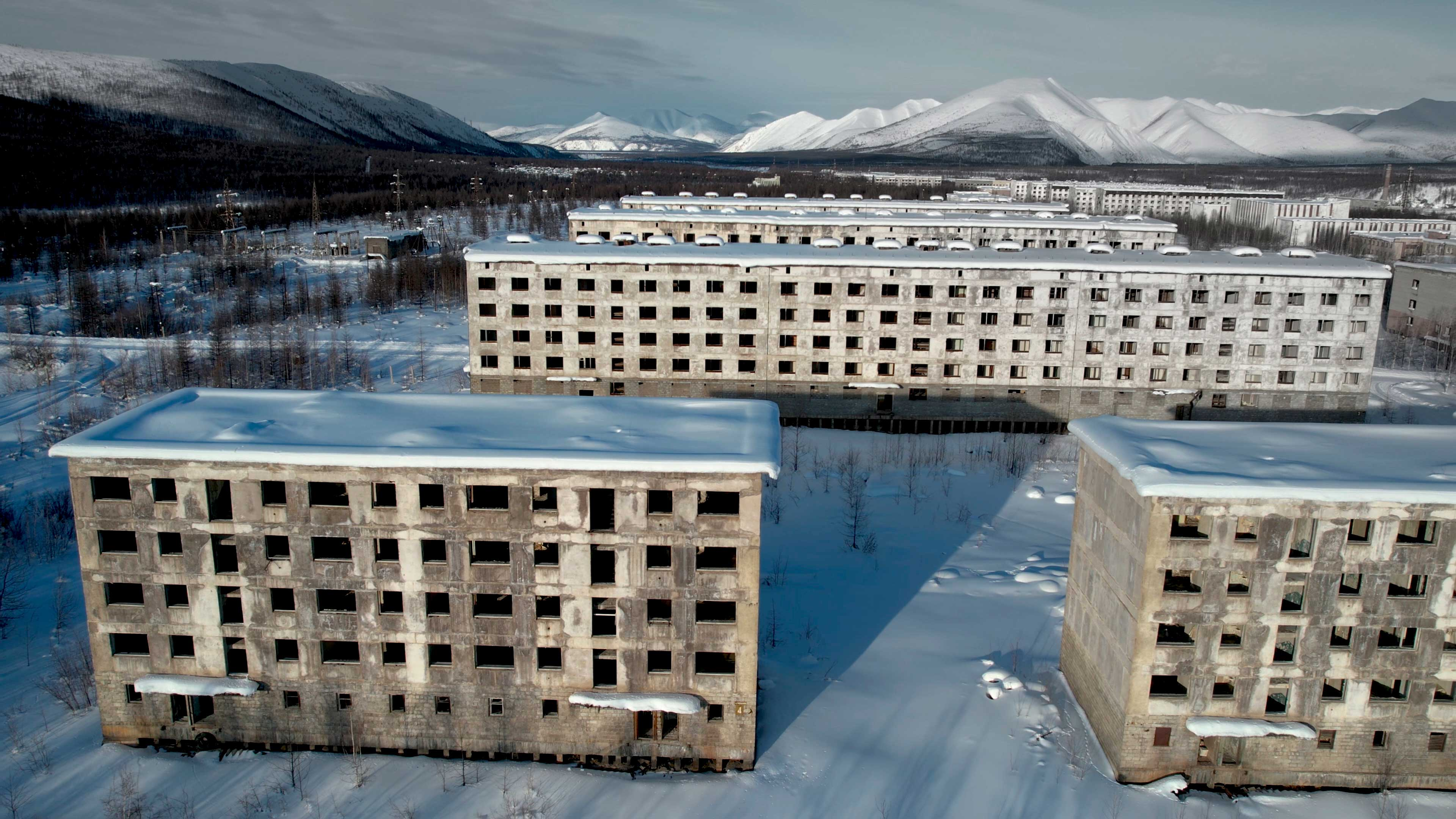
Посёлок Синегорье Магаданской области. Кадр из документального фильма «Между отчаянием и надеждой» (2023), режиссёр Анна Барсукова

1.	Кинолента режиссёра-документалиста Анны Барсуковой посвящена проблемам демографии и развития Крайнего Севера. Документальный фильм «Между отчаянием и надеждой» повествует о посёлке Синегорье, расположенном на левом берегу реки Колыма на территории Крайнего Севера. В 1970-80 годы в поселке активно велось промышленное и гражданское строительство, была построена, уникальная в своём роде, Колымская ГЭС, 

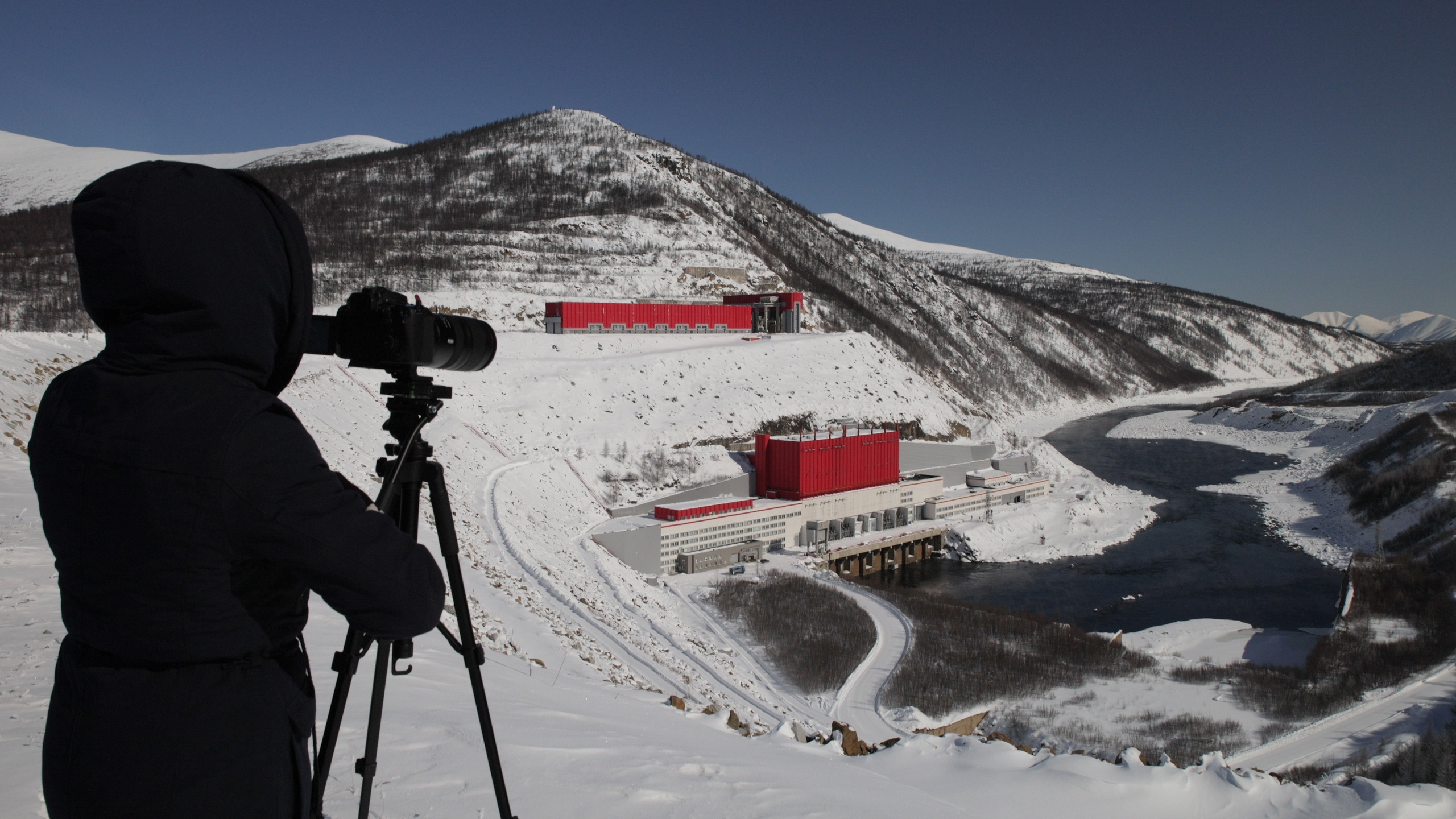
Колымская ГЭС — съемки фильма «Между отчаянием и надеждой» (2023)

 развивались социальная и культурная сферы. Однако после распада СССР Синегорье, как и многие другие посёлки Магаданской области, пришёл в упадок… Население посёлка Синегорье на 2022 год составляло всего 1752 человека. По словам авторов, главный посыл фильма — донести до зрителей мысль о том, что необходимо расширять свою осведомлённость о том, как живут люди в различных регионах нашей большой страны, знать историю России, беречь и любить свою Родину. Фильм «Между отчаянием и надеждой» создан таким образом, чтобы одновременно быть увлекательным и познавательным. Узнав из фильма о реальных последствиях исторических событий 30-летней давности, приведших к определённым изменениям в стране, зрители смогут сделать собственные выводы, на основе которых могут произойти позитивные изменения, направленные на возрождение российских глубинок.
2.	Обоснование необходимости создания фильма «Между отчаянием и надеждой»:
Дальний Восток — одна из самых перспективных территорий России. Руководство страны в последние годы особенно выделяет в своей стратегии «восточный вектор». Но тем не менее существуют объективные трудности в реализации этой стратегии. Это касается демографической ситуации. Один из самых северных регионов Дальнего Востока — Магаданская область — продолжает стремительно терять население. 

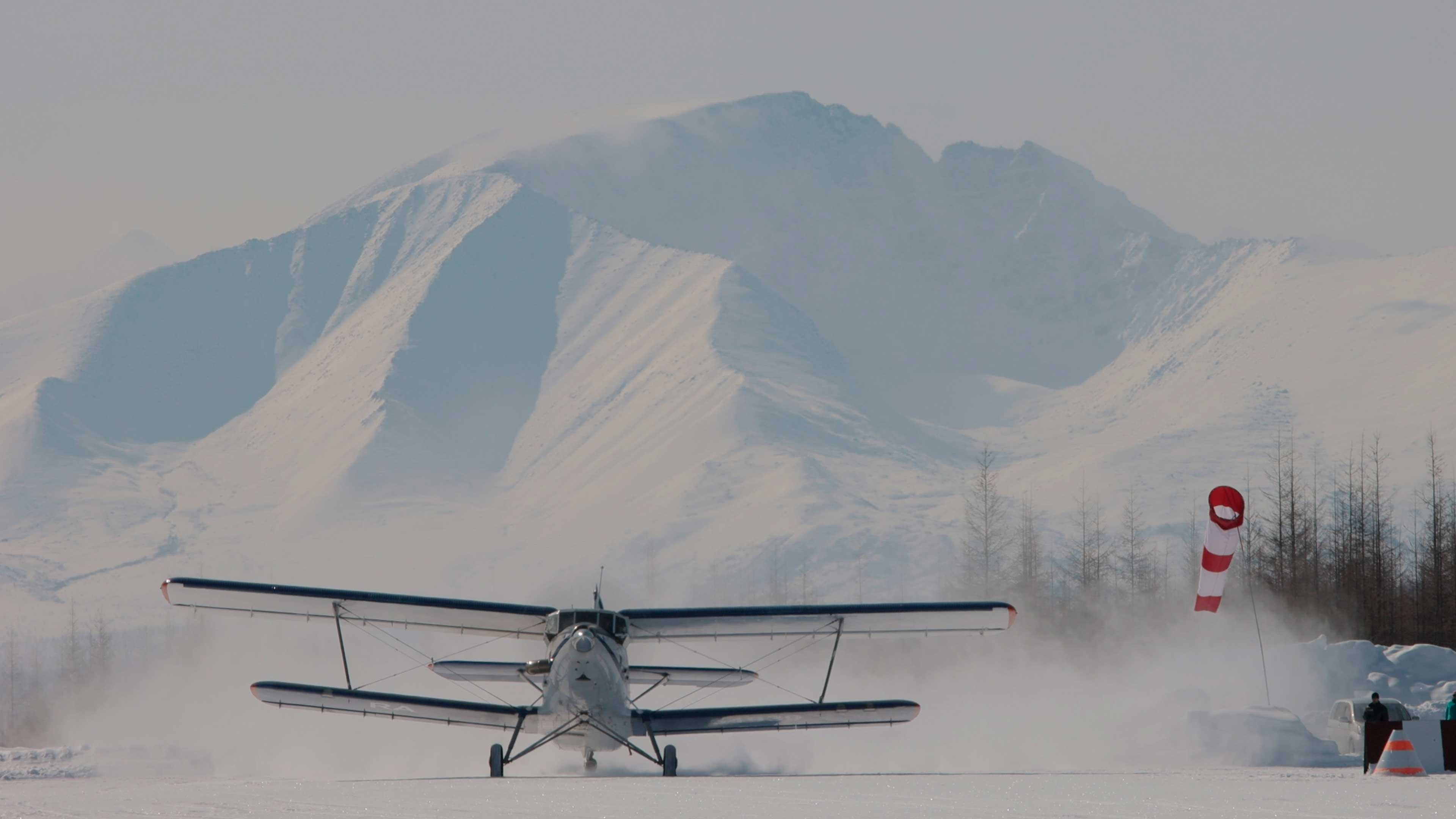
Аэропорт «Синегорье». Кадр из документального фильма «Между отчаянием и надеждой» (2023), режиссёр Анна Барсукова

Оторванность северных территорий от объектов дорожной инфраструктуры и отсутствие достойного качества жизни вынуждает многих жителей Севера покинуть годами обжитые дома и переехать в другие регионы. В результате, перспективы развития Дальнего Востока снижаются. Улучшение жизненных условий способно остановить общую тенденцию убывания населения. Просвещение и донесение правдивой информации об исторических фактах позволит зрителю широкого круга сделать самостоятельную оценку и собственные выводы из увиденного на экране, которые в итоге смогут привести к позитивным изменениям и возрождению российских глубинок.
3. Развитие региональной маршрутной сети авиаперевозок — одно из основных условий повышения качества жизни населения Дальнего Востока. .
В Советские годы авиасообщения между населенными пунктами Магаданской области совершались по несколько раз в день. После распада СССР количество внутренних полетов значительно сократилось. Малый воздушный транспорт является единственным видом транспорта для 80 % территорий Дальнего Востока и для 90 % Магаданской области. В 2022 году впервые за 20 с лишним лет из Магадана в поселок Синегорье стал летать самолёт малой авиации ТВС-2МС. Этот самолёт стал символом надежды в документальном фильме «Между отчаянием и надеждой».